# Expedición otomana a Mesina
La expedición otomana a Mesina de 1613 fue un intento del imperio otomano de llevar a cabo un ataque disfrazado en el puerto de Mesina, en el virreinato español de Sicilia. Gracias a los espías del virrey, Pedro Téllez Girón, duque de Osuna, los turcos fueron descubiertos y capturados o abatidos casi en su totalidad.

## Trasfondo
En 1613, corrieron sospechas en el imperio otomano de que en la Mesina española se tramaba una armada para intentar conquistar la regencia de Argel, comparándola con la epónima Jornada de Argel en la que participara Andrea Doria medio siglo atrás, o quizá con el más reciente proyecto de 1600 de su sobrino Juan Andrea Doria que nunca llegó a realizarse. Para impedirlo, la sublime puerta preparó una expedición al mando de dos conversos españoles al islam, Azaga y Escander para infiltrarse en Mesina y destruir la flota antes de que zarpase.
Los renegados zarparon de Constantinopla en dos naos camufladas como mercantes venecianos, escoltados por una flotilla de galeras y galeotas comandada por el almirante Azán Bey, que les apoyaría en cuanto fuera necesario. De tener éxito, su siguiente objetivo sería la isla de Malta, uno de los principales focos de resistencia al islam en el Mediterráneo. Sin embargo, los espías del Duque de Osuna en Constantinopla se enteraron de la marcha de la flota y dieron rápidamente noticia, que alcanzó Mesina antes que la propia expedición.

## Batalla
El 28 de agosto, Azaga y Escander arribaron al puerto de Mesina en las naos y entraron valiéndose de su disfraz. Osuna, conocedor de sus intenciones, visitó los barcos fingiendo interesarse por la carga de cristal y espejos de alta calidad que traían, sin dar a entender que sospechaba de ellos. Una vez a bordo confirmó que las tripulaciones no eran sino turcos disfrazados de italianos, muy numerosos para la dotación que habrían requerido sus navíos, y que éstos iban demasiado artillados para unos simples mercantes.
Tras regresar a tierra, Osuna ordenó al capitán de infantería Irrizaga que volviese a los barcos con un escuadrón de soldados, y que requiriese a los capitanes mercantes acompañarles al palacio virreinal para resolver algunos asuntos burocráticos tocantes a las relaciones con Venecia. Los turcos tuvieron que acceder, y en su ausencia, otros dos escuadrones de españoles entraron en los barcos y arrestaron a todos los tripulantes con poca resistencia. Osuna intentó convencer a los patrones turcos de entregarse, y fallando esto les dio tormento hasta que confesaron el verdadero propósito de su llegada. El duque mandó entonces ahorcar a Azaga y Escander, que se hallaban entre los patrones, y echó a todos los demás prisioneros de galeotes.
Para ocuparse de Azán Bey, Osuna hizo llamar a Alonso Pimentel, hijo de Juan Alonso Pimentel de Herrera y teniente de galeras de Nápoles a las órdenes de Álvaro de Bazán y Benavides, y le dio una escuadra de galeras de Sicilia mandadas por Gonzalo de Cárdenas, incluyendo a algunos voluntarios de la nobleza siciliana. Pimentel y Cárdenas encontraron la flota de Azán en la desembocadura de los ríos de Squillace, en Calabria, donde los turcos se dieron a la fuga, aunque dos de las galeras y tres de las galeotas fueron capturadas, junto con una nao genovesa que habían tomado. El botín ascendió a 20.000 cequíes de oro y 300 prisioneros.
Algunos grupos de turcos que habían desembarcado quedaron abandonados en tierra, tras lo que fueron muertos o capturados en su totalidad por la infantería de marina hispánica y la caballería napolitana local.

## Posterioridad
Al faltar galeotes para las galeras recién capturadas, Osuna los encontró con un método original. Hizo reunir en su palacio a todos los pobres del reino bajo el pretexto de repartir grandes limosnas, y tras pagar a las mujeres, los niños y los ancianos, animó a los hombres saltar un listón de madera al son de la fiesta, ofreciendo más dinero al que más alto lo hiciese. Los hombres que superaron la prueba, en lugar de recibir el pago, fueron inmediatamente acusados de vagancia y echados a galeras, habida cuenta de que vivían de la beneficencia a pesar de tener aptitud física para servir y trabajar. Poco después llegaba a puerto la flota de Octavio de Aragón, que venía de vencer en la batalla del cabo Corvo.